# Relic Entertainment
Relic Entertainment — канадский разработчик компьютерных игр, специализирующийся на трёхмерных стратегиях в реальном времени и выпустивший ряд игр в этом жанре.

## История
Relic была основана в 1997 году в Ванкувере (Канада) Алексом Гарденом и Люком Молонеем. Дебютная работа, Homeworld, получила хороший прием и хорошо продавалась. Чуть позднее сторонней компанией Barking Dog Studios была создана игра Homeworld: Cataclysm по мотивам Homeworld. В 2003 году было выпущено продолжение, Homeworld 2.
Следующей игрой стала Impossible Creatures, изданная Microsoft в 2002 году. Игра, хоть и не получившая внимания, сравнимого с Homeworld, была также успешна.
24 апреля 2004 года стало известно, что компанию приобретает издатель игр THQ за 10 млн долларов. После этого Relic выпустила Warhammer 40,000: Dawn of War, стратегию, основанную на сеттинге Warhammer 40,000 компании Games Workshop. Сразу после успеха Dawn of War Relic выпустила дополнение Winter Assault, в котором появилась новая фракция — Имперская Гвардия.
26 марта 2006 года вышла в свет единственная на данный момент игра Relic эксклюзивно для консоли Xbox 360 — The Outfit.
11 сентября 2006 года вышла Company of Heroes, стратегия о Второй мировой войне. Игра стала демонстрацией нового движка Essence Engine, разработанного силами самой компании. Движок содержал множество инновационных технологий, например HDR и динамическое освещение, использовал физический движок Havok, благодаря которому стало доступным разрушаемое окружение. Игра стала хитом продаж и была встречена критиками очень тепло, получив несколько наград «Игра года» и «Стратегия года» по версии нескольких изданий. Metacritic на основании 55 обзоров присудил игре рейтинг 93 %.
Вскоре после этого было выпущено второе дополнение к Dawn of War — Dark Crusade, привнесший в оригинальную игру много нового: две новые фракции (Некроны и Тау), множество новых юнитов к существующим расам, артефакты и глобальную карту. Игра не требовала Dawn of War или Winter Assault для работы (хотя в мультиплеере, чтобы играть за некоторые расы требовались серийные номера предыдущих игр) и была признана лучшим дополнением 2006 года. Последнее дополнение к Dawn of War, Soulstorm было разработано сторонней компанией Iron Lore Entertainment.
В 2007 году вышло дополнение к Company of Heroes — Opposing Fronts, в котором появились две новые армии — 2-я британская армия и элитный немецкий бронетанковый корпус Waffen SS.
В 2013 году после банкротства THQ студия пошла с молотка и была продана Sega за $26,6 миллиона на 22-часовом аукционе по продаже активов компании. Издательство ZeniMax Media также предлагало за неё 26,3 миллиона долларов. 25 июня этого же года состоялся релиз Company of Heroes 2. Права на серию игр Homeworld были приобретены компанией Gearbox Software.
28 марта 2024 года Sega продала компанию инвестору Emona Capital LLP. После сделки Relic продолжит работу уже как независимая студия и продолжит поддерживать обновлениями уже выпущенные игры.

## Игры
- Homeworld (1999)
- Homeworld: Cataclysm (2000) (вместе с Barking Dog Studios)
- Impossible Creatures (2002)
- Homeworld 2 (2003)
- Warhammer 40,000: Dawn of War (2004)
- Warhammer 40,000: Dawn of War — Winter Assault (2005)
- The Outfit (2006)
- Company of Heroes (2006)
- Warhammer 40,000: Dawn of War: Dark Crusade (2006)
- Company of Heroes: Opposing Fronts (2007)
- Warhammer 40,000: Dawn of War: Soulstorm (вместе с Iron Lore Entertainment)
- Warhammer 40,000: Dawn of War II (2009)
- Company of Heroes: Tales of Valor (2009)
- Company of Heroes Online (2010, не выпущена)
- Warhammer 40,000: Dawn of War II – Chaos Rising (2010)
- Warhammer 40,000: Dawn of War II – Retribution (2011)
- Warhammer 40,000: Space Marine (2011)
- Company of Heroes 2 (2013)
- Company of Heroes 2: The Western Front Armies (2014)
- Company of Heroes 2: Ardennes Assault (2014)
- Company of Heroes 2: The British Forces (2015)
- Homeworld Remastered Collection (2015) (вместе с Gearbox Software и Blackbird Interactive)
- Warhammer 40,000: Dawn of War III (2017)
- Age of Empires IV (2021)
- Company of Heroes 3 (2023)
- Earth vs Mars (TBA)

## Награды
- Лучший разработчик, IGN Best of 2006 Awards[6]